# Свети Архангел Михаил (Тужанск)
„Свети Архангел Михаил“ (на полски: Cerkiew św. Michała Archanioła) е дървена църква в село Тужанск, Саношки окръг на Подкарпатското войводство в Полша.
Принадлежи към образците на лемковската архитектура. През 2013 г. храмът става обект от списъка на ЮНЕСКО за световното културно и природно наследство, заедно с други дървени църкви в района на Карпатите от Полша и Украйна.

## Описание
Църквата в Тужанск се споменава през първата половина на 16 век. Съвременното здание е построено от гръкокатолици в лемковски стил в ранните години на 19 век (между 1801 и 1803 г.). През 1836 г. към храма е добавена веранда. Архитектурната структура на храма е разделена на три квадрата (тридилна структура): олтар, неф и бабинец. От двете страни на олтара са построени захристии (ризници). Иконостасът и олтарите са разположени на леко издигнато място. Всички външни елементи на църквата са покрити с гонт (материал от дървени пластини). Всеки купол е увенчан с декоративни кръстове. Пред църквата има камбанария, построена през 1817 – 1827 г. През 1896 – 1913 г. храмът е ремонтиран на няколко пъти, поставен е и метален покрив.
Църквата съхранява иконостас от 1895 г. и стенописи от края на 19 – началото на 20 век: триредови, архитектонични. Иконите са рисувани през 1895 г. от Йосиф Буковчик. В притвора има стенопис, изобразяващ Христос в лемковска къща.
През 1947 г., по време на операция „Висла“, лемките са преселени в западните територии на Полша, а църквата е отнета от гръкокатолиците и предадена на римокатолическата общност. През 1961 г. църквата е затворена, а през 1963 г. сградата е предадена на православната общност. Понастоящем храмът принадлежи на Пшемишълска и Новосондецка епархия на Полската православна църква.